# Ligue des champions de hockey sur glace (2008-2009)
Ne pas confondre avec le nouveau format de la compétition: Ligue des champions de hockey sur glace.
La Ligue des champions de hockey sur glace (Champions Hockey League) est une compétition de hockey sur glace qui débute lors de la saison 2008-2009, à l'occasion du centenaire de la fédération internationale de hockey sur glace qui organise la compétition. Les meilleures équipes européennes y participent, la Ligue des champions remplaçant la coupe d'Europe des clubs champions. 
Le trophée de la coupe d'Europe, le Silver Stone Trophy, devient également le trophée de cette nouvelle compétition. Une donation de 16,9 millions de francs suisses est distribuée entre les équipes et le gagnant obtient un prix d'un million CHF, gain record pour une compétition européenne de hockey sur glace.
En raison de difficultés à trouver des sponsors et l'absence d'accord sur le format, la Ligue des champions a été annulée après sa première édition.

## Palmarès
| Édition   | Vainqueur | Finaliste               |
| --------- | --------- | ----------------------- |
| 2008-2009 | ZSC Lions | Metallourg Magnitogorsk |
| 2009-2010 | Annulée   | Annulée                 |

## Format
Les championnats nationaux sont classées par niveau et séparées en quatre groupes par la Fédération internationale. Seulement les sept meilleures ligues qualifient les équipes pour la première édition.

## Historique
Ramzi Abid a inscrit le premier but de la Ligue des champions le 12 septembre 2008 lors de la victoire 4-1 de son équipe du CP Berne contre les Nürnberg Ice Tigers. 
Le 28 janvier 2009, la première Ligue des champions a été remporté par le club suisse des ZSC Lions grâce à leur victoire 5-0 lors du match retour à Rapperswil contre les russes de Metallourg Magnitogorsk après avoir obtenu le match nul 2-2 à Magnitogorsk. En décembre 2013, l'IIHF annonce le retour de la Ligue des champions pour la saison 2014 
.

## Participants
| Russie      | Superliga                      | Deux équipes seront directement qualifiés en phases finales                                                 |
| Finlande    | SM-liiga                       | Deux équipes seront directement qualifiés en phases finales                                                 |
| Tchéquie    | Extraliga                      | Deux équipes seront directement qualifiés en phases finales                                                 |
| Suède       | Elitserien                     | Deux équipes seront directement qualifiés en phases finales                                                 |
| Slovaquie   | Extraliga                      | Le champion en titre est directement qualifié en phases finales + une deuxième équipe en tour qualificatif. |
| Suisse      | Ligue Nationale A              | Le champion en titre est directement qualifié en phases finales + une deuxième équipe en tour qualificatif. |
| Allemagne   | Deutsche Eishockey-Liga        | Le champion en titre est directement qualifié en phases finales + une deuxième équipe en tour qualificatif. |
| Biélorussie | Ekstraliga                     | Les champions nationaux peuvent participer à l'édition 2010, en passant par un tour qualificatif.           |
| Lettonie    | Latvijas Atklātais čempionāts  | Les champions nationaux peuvent participer à l'édition 2010, en passant par un tour qualificatif.           |
| Danemark    | Superisligaen                  | Les champions nationaux peuvent participer à l'édition 2010, en passant par un tour qualificatif.           |
| Autriche    | Österreichische Eishockey-Liga | Les champions nationaux peuvent participer à l'édition 2010, en passant par un tour qualificatif.           |
| Kazakhstan  | Kazakhstan                     | Les champions nationaux peuvent participer à l'édition 2010, en passant par un tour qualificatif.           |
| Norvège     | GET ligaen                     | Les champions nationaux peuvent participer à l'édition 2010, en passant par un tour qualificatif.           |
| France      | Ligue Magnus                   | Les champions nationaux peuvent participer à l'édition 2010, en passant par un tour qualificatif.           |
| Slovénie    | Državno Prvenstvo              | Les champions nationaux peuvent participer à l'édition 2010, en passant par un tour qualificatif.           |
| Italie      | Série A                        | Les champions nationaux peuvent participer à l'édition 2010, en passant par un tour qualificatif.           |
| Hongrie     | Borsodi Jégkorong Liga         | Les champions nationaux peuvent participer à l'édition 2010, en passant par un tour qualificatif.           |
| Pologne     | Ekstraklasa                    | Les champions nationaux peuvent participer à l'édition 2010, en passant par un tour qualificatif.           |
| Pays-Bas    | Eredivisie                     | Les champions nationaux peuvent participer à l'édition 2010, en passant par un tour qualificatif.           |
| Ukraine     | Vyschchiy Dyvision             | Les champions nationaux peuvent participer à l'édition 2010, en passant par un tour qualificatif.           |
| Royaume-Uni | Elite Ice Hockey League        | Les champions nationaux peuvent participer à l'édition 2010, en passant par un tour qualificatif.           |
| Roumanie    | Superliga Nationala            | Les champions nationaux peuvent participer à l'édition 2010, en passant par un tour qualificatif.           |

## Coupe Victoria
La ligue des champions détermine également l'équipe qualifiée pour disputer la coupe Victoria face à une équipe de la Ligue nationale de hockey.